# Municipio di Québec
Il Municipio di Québec (in francese: Hôtel de ville de Québec) è un edificio storico, sede municipale della città di Québec in Canada. 

## Storia
Nel 1890 la città di Québec indisse un concorso per la costruzione di un nuovo municipio. A vincere fu un progetto redatto da Elzéar Charest che presentava notevoli somiglianze al Palazzo del Parlamento del Québec. Il consiglio municipale, insoddisfatto di quest'esito, commissionò allora a Joseph-Ferdinand Peachy di redigere un progetto che sintetizzasse gli elementi dei migliori progetti in gara. Peachy affidò a Georges-Émile Tanguay, suo allievo, il compito di comporre questa sintesi. Seguendo questo progetto, l'edificio venne quindi eretto tra il 1895 e il 1896, venendo inaugurato il 15 settembre 1896.
È stato dichiarato un sito storico nazionale del Canada il 23 novembre 1984.

## Descrizione
Il palazzo, di stile eclettico tardo vittoriano, possiede una pianta ad H.

## Galleria d'immagini

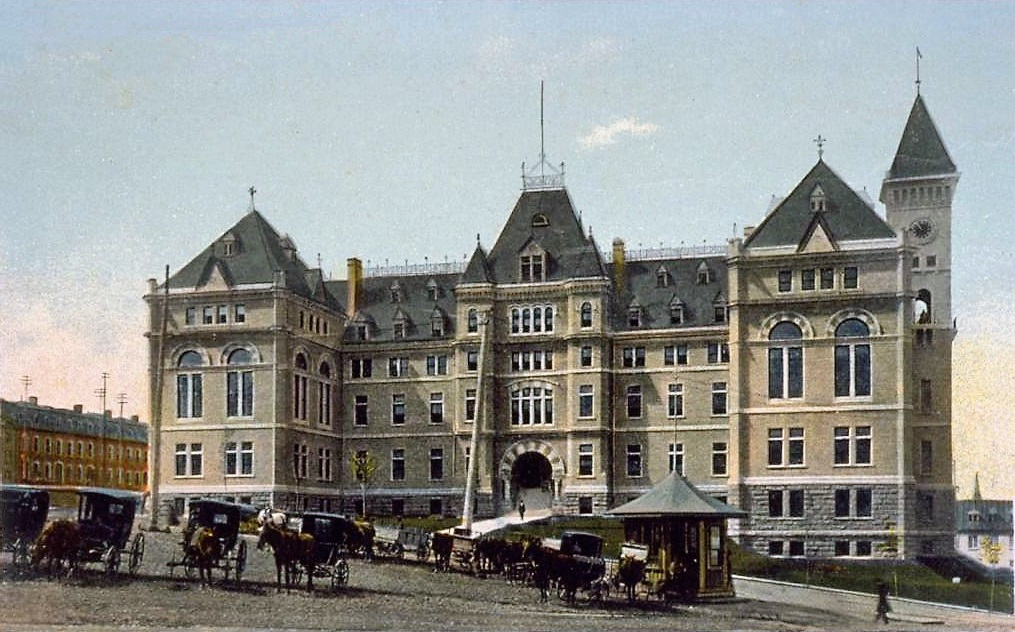
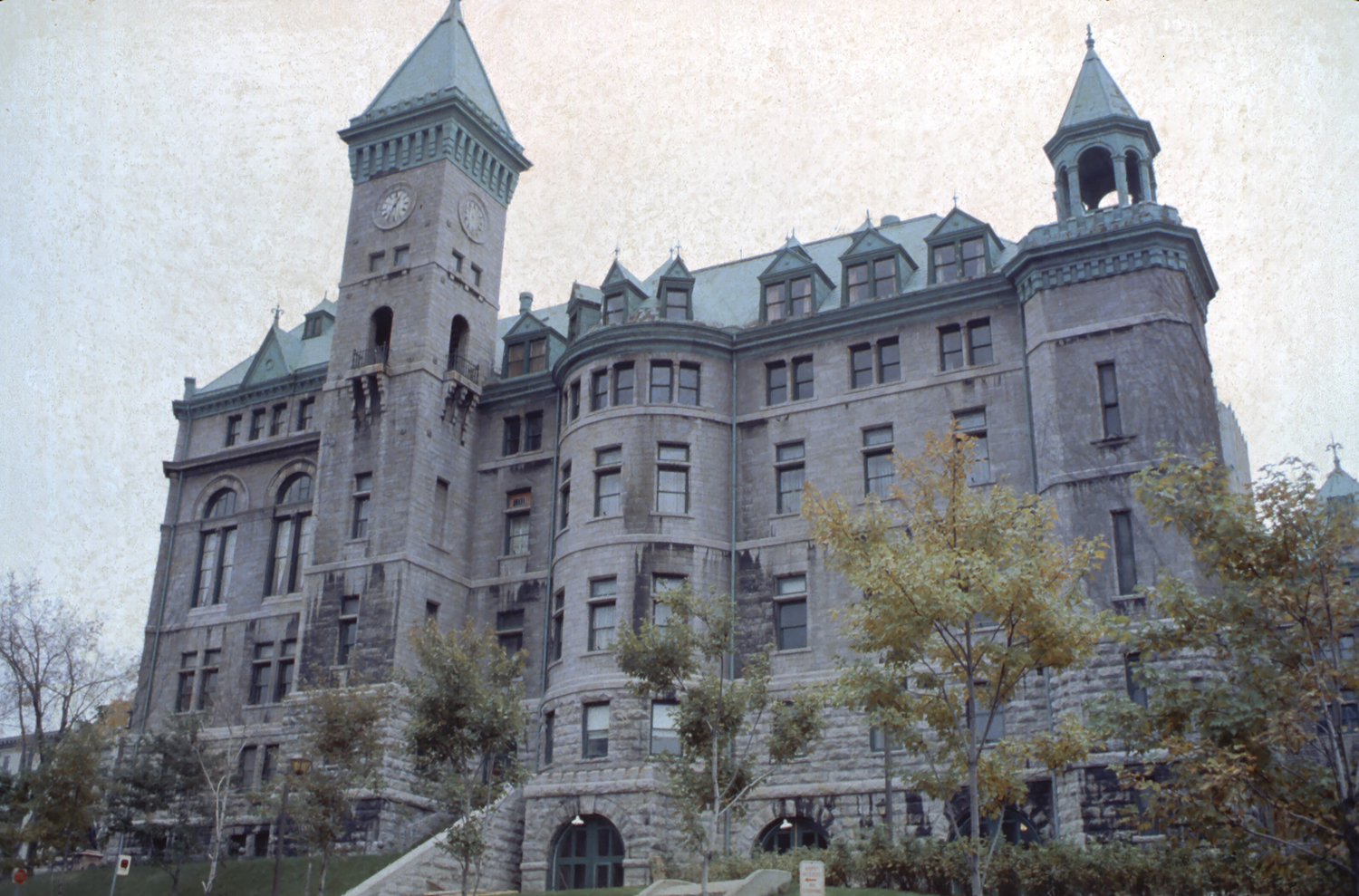
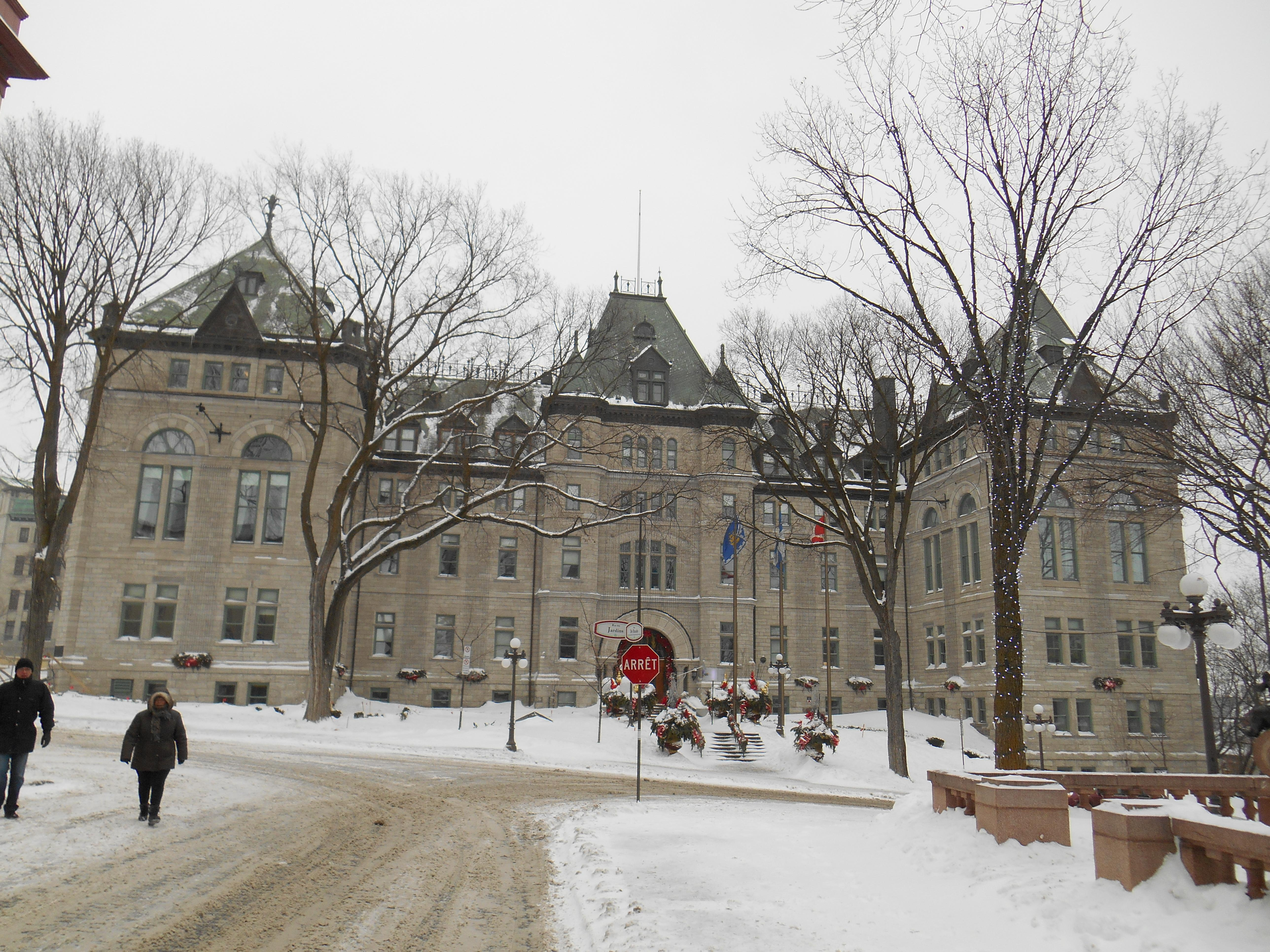